# 奈良大学附属高等学校
奈良大学附属高等学校（ならだいがくふぞくこうとうがっこう）は、奈良県奈良市にある、学校法人奈良大学が運営する私立高等学校。奈良大学の附属学校である。

## 概要
1925年に南都正強中学（夜間制）として勤労青年のために創立された。「正強」の二字は、創立者である薮内敬治郎が徳富蘇峰の信奉者であり、蘇峰が学園に贈ったものとされている。「正しく強く生きる」こと、「努力することが大切である」ことが建学の精神である。また、一定基準をクリアすると奈良大学へ入学できる制度がある。

## 沿革
- 1925年（大正14年） - 奈良市西の京に旧制南都正強中学校創設。
- 1927年（昭和2年） - 奈良市西大寺東町に移転。
- 1943年（昭和18年） - 校名を奈良県正強中学校に改称。
- 1948年（昭和23年） - 新制奈良県正強高等学校（男子校・普通科）開設。
- 1957年（昭和32年） - 男女共学化。商業科・工業科(電気通信科)を併設。
- 1960年（昭和35年） - 工業科に電子工学科を増設。
- 1963年（昭和38年） - 工業科に自動車工学科を増設。
- 1967年（昭和42年） - 電子工学科を電子科に改称し、電気通信科を廃止。
- 1969年（昭和44年） - 校名を正強高等学校に改称。
- 1996年（平成8年） - 校名を奈良大学附属高等学校に改称。校舎を現在地（奈良市秋篠町）に移転。
- 2004年（平成16年） - 自動車工学科を募集停止。
- 2005年（平成17年） - 電子科を募集停止。普通科情報科学コースを新設。
- 2007年（平成19年） - 電子科を廃止。
- 2010年（平成22年） - 情報科学コースを募集停止。
- 2015年（平成27年） - 選抜高校野球初出場。
- 2018年（平成30年） - 夏の甲子園初出場[1]。

## 授業・コース
授業時間は50分/1時限で、特進コースは1年生は6限2年生から7限と8限講習、文理・標準コースは6限である。また、朝礼開始時刻は8:35となっているが、特進コースでは8:00に朝学習というものが設けられている。授業終了後には「講習」という90分間の実質的な授業があり、出席は英数コース一年生と国立大学コースの生徒は必須、それ以外は任意である。また、3年次には外部講師を招いた外部講習がある。
- 設置コース
  - 特進コース - 国公立・難関私大を目指す。
  - 文理コース - 大学や医療・看護系専門学校進学を目指す。
  - 標準コース - 大学、短期大学、専門学校への進学あるいは就職に対応。

## 学校関係者

### 歴代校長
- 初代：藪内敬治郎（1925.6 - 1946.11）
- 2代：不染哲爾（1946.11 - 1952.5）
- 3代：藪内敬治郎（1952.5 - 1973.11）
- 4代：南恒雄（1973.11 - 1974.4）
- 5代：絹谷正婦美（1974.4 - 1975.9）
- 6代：西田末一（1975.9 - 1981.4）
- 7代：本田善光（1981.4 - 1984.8）
- 8代：藤岡昌博（1984.8 - 1995.4）
- 9代：堀井清一（1995.4 - 1998.4）
- 10代：西岡一志（1998.4 - 2001.4）
- 11代：武田博利（2001.4 - 2011.4）
- 12代：酒井重治（2011.4 - 2015.4）
- 13代：辻寛司（2015.4 - 2022.4）
- 14代∶堀川忠道（2022.4 - 現在）

### 著名な出身者
- 中島浩一：元プロ野球選手、元近鉄、クラウンライター・西武選手
- 八馬幹典：元プロ野球選手、元横浜選手
- 歌藤達夫：元プロ野球選手、元オリックス選手
- 木村光：プロ野球選手、ソフトバンク投手
- 児玉剛：プロサッカー選手、FC東京選手
- 森村孝志：プロフットサル選手、ヴォスクオーレ仙台選手、フットサル日本代表
- 高阪剛：元総合格闘家、プロレスラー

## アクセス
- 近鉄京都線平城駅 徒歩15分